# 国際連合安全保障理事会決議120
国際連合安全保障理事会決議120（こくさいれんごうあんぜんほしょうりじかいけつぎ120）は、1956年11月4日に国際連合安全保障理事会で採択された決議。同決議により、平和のための結集決議が発動され、第2回緊急特別総会が招集された。

## 内容
ソビエト連邦がハンガリー国民の権利を主張して弾圧したことで重大な事態が生じたこと、常任理事国の全会一致が得られなかったことを考慮し、国際的な平和と安全の維持に対する責任の行使が妨げられたと考えた。その解決策として、理事会は適切な勧告を行うために緊急特別総会を招集することを決定した。

## 議決
賛成10、反対1（棄権0）により採択された。反対したのは常任理事国であるソビエト連邦だが、拒否権を行使できない手続事項だったため、これにより採択を阻止することはできなかった。